# Кларксвіль (Арканзас)
Кларксвіль (англ. Clarksville) — місто (англ. city) в США, в окрузі Джонсон штату Арканзас. Населення — 9381 особа (2020).

## Географія
Кларксвіль розташований на висоті 113 метрів над рівнем моря за координатами 35°27′14″ пн. ш. 93°28′54″ зх. д. / 35.45389° пн. ш. 93.48167° зх. д. (35.453918, -93.481558). За даними Бюро перепису населення США в 2010 році місто мало площу 49,68 км², з яких 47,87 км² — суходіл та 1,82 км² — водойми.

### Клімат
| Клімат : Кларксвіль      | Клімат : Кларксвіль | Клімат : Кларксвіль | Клімат : Кларксвіль | Клімат : Кларксвіль | Клімат : Кларксвіль | Клімат : Кларксвіль | Клімат : Кларксвіль | Клімат : Кларксвіль | Клімат : Кларксвіль | Клімат : Кларксвіль | Клімат : Кларксвіль | Клімат : Кларксвіль | Клімат : Кларксвіль |
| Показник                 | Січ.                | Лют.                | Бер.                | Квіт.               | Трав.               | Черв.               | Лип.                | Серп.               | Вер.                | Жовт.               | Лист.               | Груд.               | Рік                 |
| Абсолютний максимум, °C  | 26,1                | 30,6                | 33,3                | 34,4                | 33,9                | 39,4                | 44,4                | 42,8                | 40,6                | 37,2                | 30,0                | 27,2                | 44,4                |
| Середній максимум, °C    | 8,9                 | 12,8                | 17,2                | 22,2                | 26,1                | 30,6                | 33,3                | 33,3                | 29,4                | 23,3                | 16,1                | 10,6                | 22,0                |
| Середній мінімум, °C     | −3,9                | −1,7                | 2,8                 | 7,2                 | 12,8                | 17,8                | 20,0                | 18,9                | 15,0                | 7,8                 | 2,2                 | −2,2                | 8,1                 |
| Абсолютний мінімум, °C   | −23,9               | −17,8               | −12,8               | −6,7                | 1,1                 | 6,7                 | 10,0                | 7,8                 | 2,2                 | −6,7                | −13,9               | −22,8               | −23,9               |
| Норма опадів, мм         | 70                  | 78                  | 114                 | 114                 | 132                 | 106                 | 74                  | 66                  | 99                  | 105                 | 129                 | 113                 | 1200                |
| ------------------------ | ------------------- | ------------------- | ------------------- | ------------------- | ------------------- | ------------------- | ------------------- | ------------------- | ------------------- | ------------------- | ------------------- | ------------------- | ------------------- |
| Джерело: Weather Channel |                     |                     |                     |                     |                     |                     |                     |                     |                     |                     |                     |                     |                     |

## Демографія
Згідно з переписом 2010 року, у місті мешкало 9178 осіб у 3462 домогосподарствах у складі 2166 родин. Густота населення становила 185 осіб/км². Було 3784 помешкання (76/км²).
Расовий склад населення:
| - 75,5 % — білих - 3,0 % — чорних або афроамериканців - 0,9 % — азіатів - 0,8 % — корінних американців - 0,1 % — вихідців з тихоокеанських островів - 17,4 % — осіб інших рас |

До двох чи більше рас належало 2,2 %. Іспаномовні складали 25,7 % від усіх жителів.
За віковим діапазоном населення розподілялося таким чином: 25,7 % — особи молодші 18 років, 60,8 % — особи у віці 18—64 років, 13,5 % — особи у віці 65 років та старші. Медіана віку мешканця становила 31,8 року. На 100 осіб жіночої статі у місті припадало 94,7 чоловіків; на 100 жінок у віці від 18 років та старших — 90,9 чоловіків також старших 18 років.
Середній дохід на одне домашнє господарство становив 42 156 доларів США (медіана — 31 452), а середній дохід на одну сім'ю — 49 084 долари (медіана — 37 961). Медіана доходів становила 26 660 доларів для чоловіків та 23 608 доларів для жінок. За межею бідності перебувало 24,9 % осіб, у тому числі 42,3 % дітей у віці до 18 років та 6,8 % осіб у віці 65 років та старших.
Цивільне працевлаштоване населення становило 3981 осіб. Основні галузі зайнятості: виробництво — 30,3 %, освіта, охорона здоров'я та соціальна допомога — 20,3 %, роздрібна торгівля — 15,6 %.
За даними перепису населення 2000 року в Кларксвілі мешкало 7719 осіб, 1918 сімей, налічувалося 2960 домашніх господарств і 3240 житлових будинків. Середня густота населення становила близько 158,8 осіб на один квадратний кілометр. Расовий склад Кларксвіля за даними перепису розподілився таким чином: 87,60 % білих, 3,46 % — чорних або афроамериканців, 0,44 % — корінних американців, 0,47 % — азіатів, 0,03 % — вихідців з тихоокеанських островів, 1,85 % — представників змішаних рас, 6,15 % — інших народів. Іспаномовні склали 15,26 % від усіх жителів міста.
З 2960 домашніх господарств в 30,6 % — виховували дітей віком до 18 років, 50,0 % представляли собою подружні пари, які спільно проживали, в 11,3 % сімей жінки проживали без чоловіків, 35,2 % не мали сімей. 30,0 % від загального числа сімей на момент перепису жили самостійно, при цьому 15,6 % склали самотні літні люди у віці 65 років та старше. Середній розмір домашнього господарства склав 2,43 особи, а середній розмір родини — 3,01 особи.
Населення міста за віковим діапазоном за даними перепису 2000 року розподілилося таким чином: 23,9 % — жителі молодше 18 років, 12,5 % — між 18 і 24 роками, 27,3 % — від 25 до 44 років, 20,0 % — від 45 до 64 років і 16,3 % — у віці 65 років та старше. Середній вік мешканця склав 35 років. На кожні 100 жінок в Кларксвілі припадало 92,8 чоловіків, у віці від 18 років та старше — 89,2 чоловіків також старше 18 років.
Середній дохід на одне домашнє господарство в місті склав 24 548 доларів США, а середній дохід на одну сім'ю — 30 758 доларів. При цьому чоловіки мали середній дохід в 22 052 долара США на рік проти 19 764 долара середньорічного доходу у жінок. Дохід на душу населення в місті склав 16 305 доларів на рік. 16,2 % від усього числа сімей в населеному пункті і 20,3 % від усієї чисельності населення перебувало на момент перепису населення за межею бідності, при цьому 24,8 % з них були молодші 18 років і 13,4 % — у віці 65 років та старше.